# ビレッジ・バンガードII
『Junko Onishi Live At The Village Vanguard 2』（ビレッジ・バンガードII）は、ジャズ・ピアニストの大西順子が1995年に発表した4枚目のアルバムで2枚目のライブアルバムである。また、1997年2月25日に、米ブルーノート・レコードからも発売された。

## 解説
ニューヨークの名門ジャズクラブ ヴィレッジ・ヴァンガードにおける公演で、前作に収録されなかった曲を収録している。

## 収録曲
| #         | タイトル                         | 作詞      | 作曲                                   | 時間  |
| --------- | -------------------------------- | --------- | -------------------------------------- | ----- |
| 1.        | 「ハウス・オブ・ブルー・ライツ」 | -         | ジジ・グライス                         | 9:19  |
| 2.        | 「ネバー・レット・ミー・ゴー」   | -         | ジェイ・リビングストン、レイ・エバンス | 10:27 |
| 3.        | 「ブリリアント・コーナーズ」     | -         | セロニアス・モンク                     | 10:24 |
| 4.        | 「りんご追分」                   | -         | 米山正夫                               | 20:29 |
| 5.        | 「ティー・フォー・トゥー」       | -         | ジミー・ヴァン・ヒューゼン             | 6:31  |
| 合計時間: | 合計時間:                        | 合計時間: | 56:24                                  |       |

## アルバム参加ミュージシャン
- 大西順子 - ピアノ
- レジナルド・ヴィール - ベース
- ハーラン・ライリー - ドラムス

## 制作クレジット
- エグゼクティブ・プロデューサー - 行方均
- コ・プロデューサー - 大西順子

- レコーディング・エンジニア - ジム・アンダーソン
- アシスタント・エンジニア - Brian Kingman, James Biggs, Mark Shane
- ミキシング・エンジニア - 飯田益三
- マスタリング・エンジニア - 岡崎好雄

- カバー・インナー・スリーブ写真 - Norman Saito
- アートディレクション - 多久薫
- A&R ディレクター - 津下佳子
- ライナーノーツ - 成田正

## リリース日一覧
| 地域           | リリース日     | レーベル                                  | 規格                   | カタログ番号 | 備考                           |
| -------------- | -------------- | ----------------------------------------- | ---------------------- | ------------ | ------------------------------ |
| 日本           | 1995年2月22日  | Somethin' Else (東芝EMI)                  | 12cmCD                 | TOCJ-5572    |                                |
| アメリカ合衆国 | 1997年2月25日  | BLUE NOTE                                 | 12cmCD                 | 33418        |                                |
| 日本           | 2004年4月1日   | EMIミュージック・ジャパン                 | デジタル・ダウンロード | 94631466755  | mora AAC-LC 320kbps            |
| 日本           | 2004年4月1日   | EMIミュージック・ジャパン                 | デジタル・ダウンロード | A1000014687  | レコチョク                     |
| 日本           | 2004年4月1日   | EMIミュージック・ジャパン                 | デジタル・ダウンロード | B0046E1RE4   | アマゾン mp3                   |
| 日本           | 2004年10月20日 | EMIミュージック・ジャパン                 | デジタル・ダウンロード | 8d6kgx6jqb2k | MSN Music mp3                  |
| 日本           | 2005年8月4日   | EMIミュージック・ジャパン                 | デジタル・ダウンロード | 728262615    | iTunes Store                   |
| 日本           | 2016年6月22日  | Somethin' Else (ユニバーサルミュージック) | 12cmCD                 | UCCJ-4156    | 24ビットリマスタリング、SHM-CD |